# Funkrundsteuerung (Funkrufnetz)

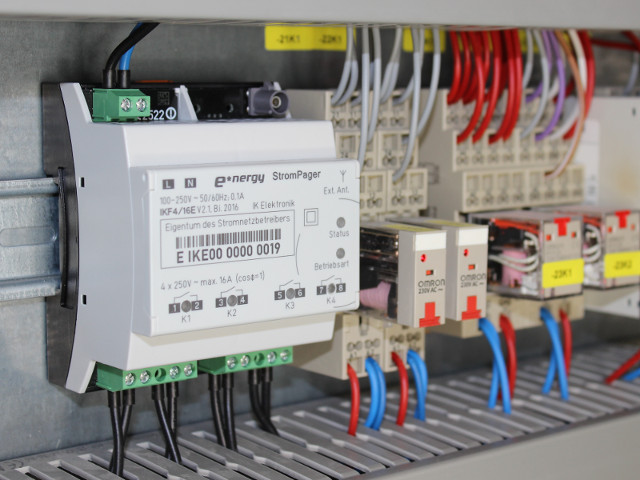
StromPager-Steuerbox

Die Funkrundsteuerung auf Basis des Funkrufnetzes, auch StromPager, ist ein System für das Last- und Einspeisemanagement in den Verteilnetzen der Stromversorgungsunternehmen. Als vernetzte Steuerung bildet es damit eine Komponente des intelligenten Stromnetzes (Smart Grid). Für die Übertragung der Steuerbefehle wird in Deutschland das Funkrufnetz (Cityruf) verwendet. Im Gegensatz zur klassischen Funkrundsteuertechnik auf Basis von Langwelle arbeitet die Pager-Funkrundsteuerung mit Frequenzen im UHF-Bereich bei ca. 460 MHz.

## Motivation
Die Entwicklung der Funkrundsteuerung, basierend auf dem Funkrufnetz, wurde in der Zeit zwischen 2011 und 2013 durch den Verteilnetzbetreiber Stromnetz Berlin vorangetrieben. Seit Mitte 2015 ist das System für Verteilnetzbetreiber und Stadtwerke allgemein verfügbar. Die Funkrundsteuerung stellt eine Alternative zu der in den westdeutschen Bundesländern weit verbreiteten, netzgebundenen Tonfrequenz-Rundsteuertechnik mit ähnlichem Anwendungsfeld dar.

## Funktionsprinzip

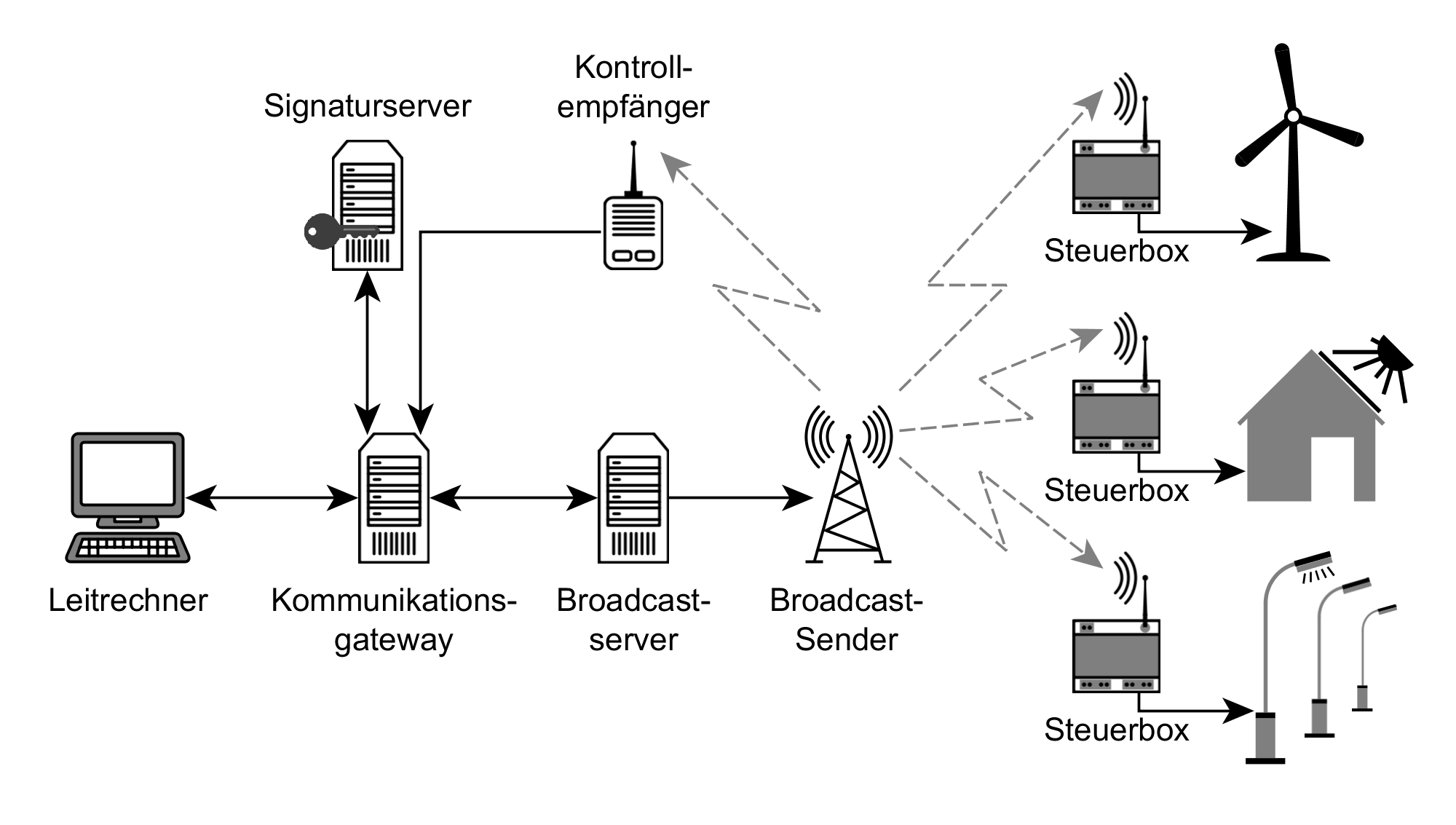
Funkrundsteuerung auf der Basis des Funkrufnetzes – Prinzipskizze

Das Gesamtsystem, welches unter der Bezeichnung „StromPager“ vermarktet wird, besteht im Wesentlichen aus vier Komponenten:
1. Leitrechner
2. Kommunikations- und Schlüssel-/Signaturserver
3. Unidirektionaler Kommunikationsweg über das Funkrufnetz
4. StromPager-Steuerboxen

Der Leitrechner kann als Applikation auf der Hardware des Netzbetreibers realisiert sein oder als Software as a Service (SaaS). Die Aufgabe ist in beiden Fällen die Erzeugung und Parametrierung von Schaltprogrammen, die Verwaltung von Steuerbox-Gruppen, die Abbildung der aktuellen und programmierten Schaltzustände sowie die Fernparametrierung der Steuerboxen.
Auf der Ebene des Kommunikationsservers erfolgen die Verwaltung von Adressen und Zugriffsberechtigungen, die Erstellung der Telegramme, einschließlich kryptografischer Signatur und die Verarbeitung der Kontrollempfänger. Diese verfügen über eine dauerhafte Anbindung an den Kommunikationsserver, z. B. über DSL. Die Kontrollempfänger befinden sich an bestimmten Punkten innerhalb des Netzbetreiber-Gebietes. Damit ist eine direkte Kontrolle der Aussendung möglich.
Die Informationsübertragung an die Steuerboxen geschieht unidirektional über das Funkrufnetz. Eine Rückmeldung ist über diesen Kommunikationsweg prinzipbedingt nicht möglich. Alle Übertragungen erfolgen signiert, sodass in den Steuerboxen die Authentizität der Nachrichten eindeutig geprüft werden kann. Die dabei verwendeten Kryptografie-Verfahren entsprechen den Richtlinien des BSI, welche z. B. auch für die WAN-Kommunikation der Smart Meter Gateways zur Anwendung kommen.
Die Aufgabe der Steuerboxen ist der Empfang des Funkrufsignals, die Prüfung der Nachrichten-Signaturen und die Ausführung der Schaltprogramme. Aktuelle Modelle der StromPager-Steuerboxen besitzen vier potentialfreie Relaisausgänge. Damit können vier unabhängige Verbraucher oder wahlweise ein Einspeiser mit stufenweiser Absenkung (0 % – 30 % – 60 % – 100 %) gesteuert werden.

## Vorteile
Durch die Sendeleistung der Basisstationen im Funkrufnetz von 100 W ergibt sich eine gute Erreichbarkeit der Steuerboxen auch in Kellern von Gebäuden.
Das System besitzt definierte Reaktionszeiten, unabhängig von der Zahl der gleichzeitig adressierten Steuerboxen. Netzüberlastungen durch unvorhersehbare Benutzeraktivitäten, wie sie in den Mobilfunknetzen der Telefonanbieter vorkommen, sind durch die unidirektionale Architektur prinzipiell ausgeschlossen. Eine Pufferung der Basisstationen mit Akkumulatoren stellt die Kommunikation auch bei Stromausfall sicher.
Durch die deutschlandweit flächendeckende Verfügbarkeit des Funkrufnetzes mit über 800 Basisstationen ist das System ohne den Aufbau einer eigenen Kommunikations-Infrastruktur verwendbar.

## Nachteile
Eine gleichzeitige Nutzung des Kommunikationskanals zur Rückmeldung oder für eine Datenübertragung zum Zweck der Verbrauchsdatenerfassung ist aufgrund der unidirektionalen Architektur des Funkrufnetzes nicht möglich.
Aktuell ist der Einsatz auf das Gebiet der Bundesrepublik Deutschland beschränkt.